# Super Cassette Vision
La Super Cassette Vision (スーパーカセットビジョン?, Suupaa Kasetto Bijon) è una console giapponese prodotta da Epoch Co., messa in commercio in Giappone il 17 luglio 1984; sempre nel 1984 veniva messa in commercio in Francia. Successore del Cassette Vision, competeva in Giappone con il NES di Nintendo e con l'SG-1000 di Sega.

## Storia
La precedente Cassette Vision di Epoch fu introdotta in Giappone nel 1981; ebbe buone vendite e all'epoca conquistò oltre il 70% del mercato giapponese delle console domestiche, con circa 400.000 unità vendute. L'introduzione dei sistemi di nuova generazione di Nintendo, Casio e Sega ha però rapidamente reso obsoleta l'originale Cassette Vision, portando Epoch a realizzare in tempi stretti un successore. La Super Cassette Vision veniva messa in commercio nel 1984 al costo di ¥ 14.800 yen, dotata di una CPU a 8 bit e prestazioni più in linea con le sue concorrenti. Veniva commercializzata anche in Francia da ITMC con il marchio Yeno. Almeno 16 dei 30 giochi della versione Giapponese sono stati venduti in Europa. Esisteva anche una versione della console mirata al mercato femminile, chiamata Super Lady Cassette Vision. Questa era confezionata in una custodia rosa, insieme al gioco Milky Princess.
La console non riuscì a conquistare quote significative di mercato e non fu in grado di eguagliare l'enorme popolarità del NES, costringendo Epoch ad abbandonare il mercato delle console nel 1987.

## Specifiche tecniche

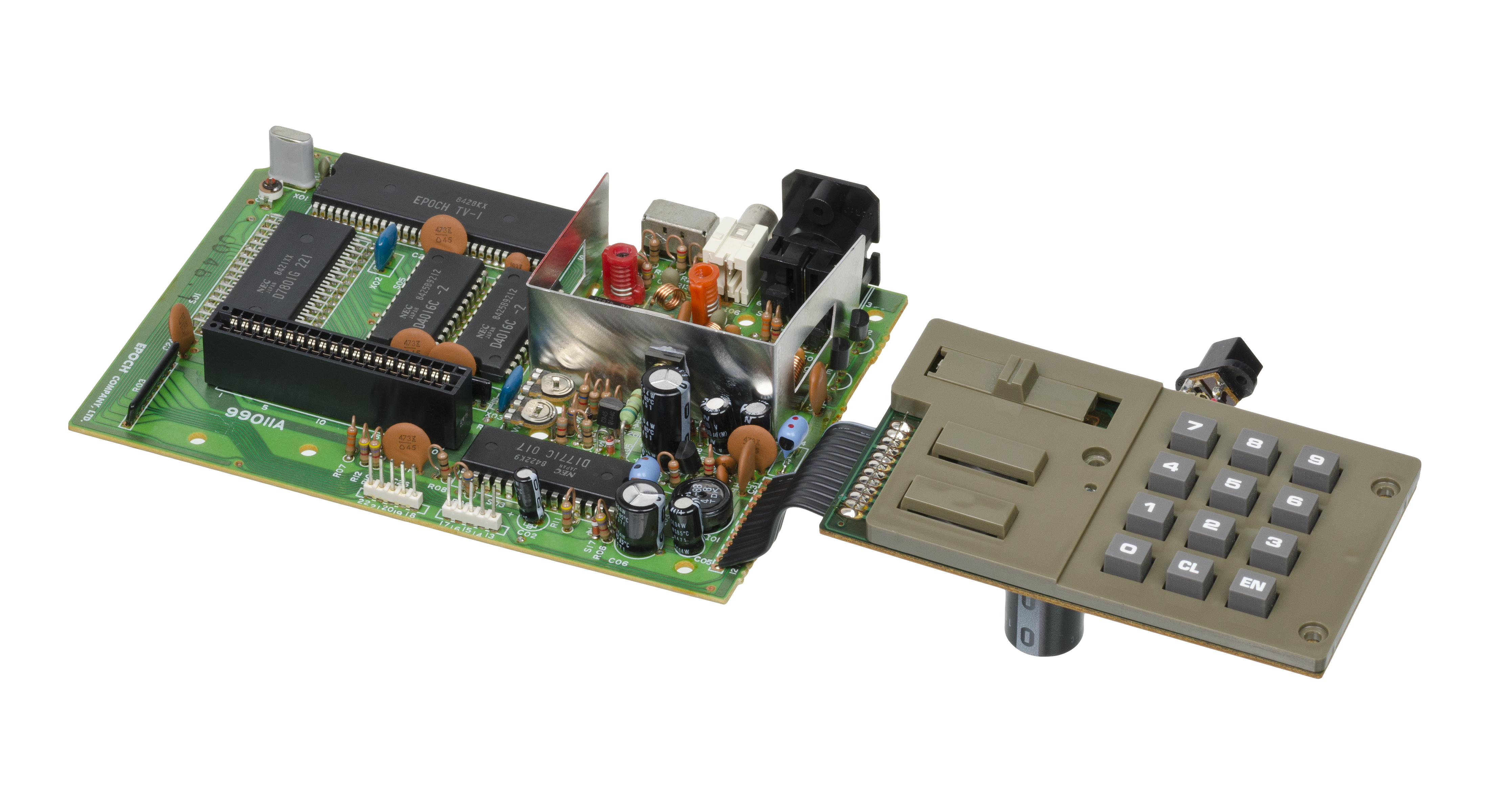
La scheda madre e la tastiera della Super Cassette Vision.

- CPU : microcontrollore NEC µPD7801G a 8 bit[6] a 4 Mhz; appartenente alla famiglia µCOM-87 (µPD7800, µPD7801 e successivi)[7]
- RAM: 128 byte (interna alla CPU)[7]
- ROM: 4 KB (interno alla CPU)[7]
- Processore video: EPOCH TV-1 a 14 Mhz
- VRAM: 4 KB (2 × µPD4016C-2) + 2 KB (EPOCH TV-1 interno)
- Colori: 16
- Sprites: 128
- Display: 309×246
- Processore audio: µPD1771C a 6 MHz
- Suono: 1 canale (tono, rumore o PCM a 1 bit)
- Controller: 2 × joystick cablati

## Videogiochi
1. Astro Wars - Invaders from Space
2. Astro Wars II - Battle in Galaxy
3. Super Golf
4. Super Mahjong
5. Super Base Ball
  - Giants Hara Tatsunori no Super Base Ball
6. Punch Boy
7. Elevator Fight
8. Lupin III
9. Nebula
10. Wheelie Racer
11. Boulder Dash
12. Miner 2049er
13. Super Soccer
14. Comic Circus
15. Milky Princess
16. Pop and Chips
17. Nekketsu Kung-Fu Road
18. Star Speeder
19. TonTon Ball
20. Super Sansu-Puter
21. Shogi Nyuumon
22. Doraemon
23. BASIC Nyuumon (inclusi quattro giochi base)
24. Dragon Slayer
25. Rantou Pro-Wrestling
26. WaiWai (Y2) Monster Land
27. Dragon Ball : The Great Unexplored Dragon Region
28. Mappy
29. Sky Kid
30. Pole-Position II

### Giochi inediti
- Black Hole
- Super Derby
- Super Rugby